# Kosmatcovník jedlý
Kosmatcovník jedlý (Carpobrotus edulis), jinak známý také jako hottentotský fík, je druh sukulentní trvalky náležící do čeledi kosmatcovité (Aizoaceae).

## Synonyma
- Mesembryanthemum edule L.
- Carpobrotus edulis (L.) L. Bolus
- Carprobrotus acinaciformis (L.) L. Bolus
- Mesembryanthenun acinaciforme L. (nomen nudum)[1]

## Popis
Rostlina tvoří rozsáhlé, plošné, husté, až 0,2 m vysoké porosty.
Lodyha může být až 3 m dlouhá, v uzlinách se tvoří nové kořeny.
Listy jsou 6–13 mm dlouhé, 1–1,5 cm široké, na vrcholu tupé, dužnaté, voskové, trojboké, lehce prohnuté dovnitř, zelené či nažloutlé, stářím červenají. Na lodyze rostou vzpřímeně, vstřícně uspořádané.
Samostatné, 4–10 cm široké, na 1–5 cm dlouhých stopkách rostoucí květy se otevírají pouze za dne. Formují se na koncích hlavních i postranních výhonů. Tyčinky jsou uspořádány do 6 až 7 řad, v každém květu jich je 400 až 600, uprostřed je hvězdicovitý pestík. Medníky jsou srostlé v prstenec obklopující pestík. Kalich je podlouhlý, žlutozelený, 4–6četný. Korunní lístky (50–150 na jeden květ) jsou 3–4 cm dlouhé, mají v závislosti na stáří květu bílou, bledě žlutou, růžovou nebo jemně fialovou barvu. Dle místa růstu a počasí kvete v rozmezí od března do října.
Plodem je neopadavá, dužnatá tobolka, která je ve zralém stádiu kožovitá, žlutooranžová a vrásčitá. Dužnina je rosolovitá, lepkavá, aromatická. V jednom plodu může být obsaženo až tisíc tmavě hnědých, 1,5 mm dlouhých, obvejčitých semínek.

## Poddruhy
- Carpobrotus edulis subsp. edulis - "pravý"
- Carpobrotus edulis subsp. parviflorus - v JAR [8]
- Carpobrotus edulis var. rubescens - v Irsku [4]

## Ekologie
Druh roste na písčitých až kamenitých substrátech slunných a teplých přímořských oblastí.
Rostlina je v místech přirozeného výskytu významnou součástí jídelníčku mnoha zdejších živočichů. Květy jsou opylovány řadou hmyzích zástupců, např. včelou medonosnou, bázlivcem druhu Diabrotica undecimpunctata, ohniváčkem druhu Lycaena salustius nebo Augochlorella pomoniella. Pylem se vyživují zástupci rodu savenka, Typhlodromus a další roztoči. Dužnaté listy jsou potravou suchozemských želv, ovoce a květy samotné požírají např. paviáni, antilopy či dikobrazi.

## Rozšíření
Původem je rostlina z Jihoafrické republiky. Druh je planě rozšířen v pobřežních oblastech jižní Austrálie, Nového Zélandu, Filipín, Jižní Ameriky (Brazílie, Argentina, Chile, Uruguay), Mexika, západního pobřeží USA, v některých pobřežních oblastech Evropy (Francie, Itálie, Portugalsko, Španělsko, Řecko, Spojené království, Irsko, Německo, Belgie, Chorvatsko, Turecko), Blízkého východu (Turecko, Izrael,..) severní Afriky (Tunisko, Alžír,..) a jižní Afriky (Lesotho, Jihoafrická republika, Madagaskar, Tanzanie,..).

## Galerie

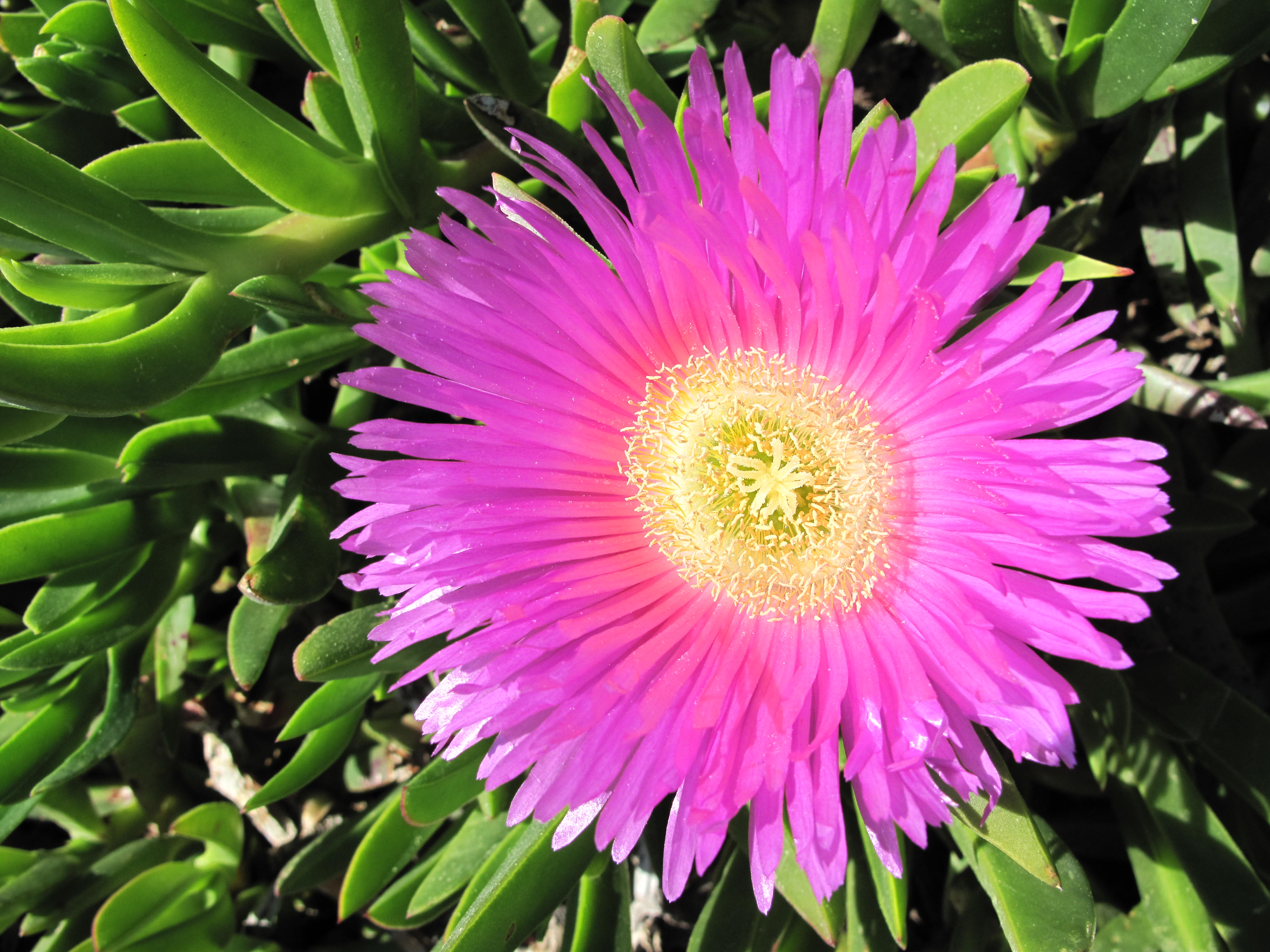
růžová forma květu
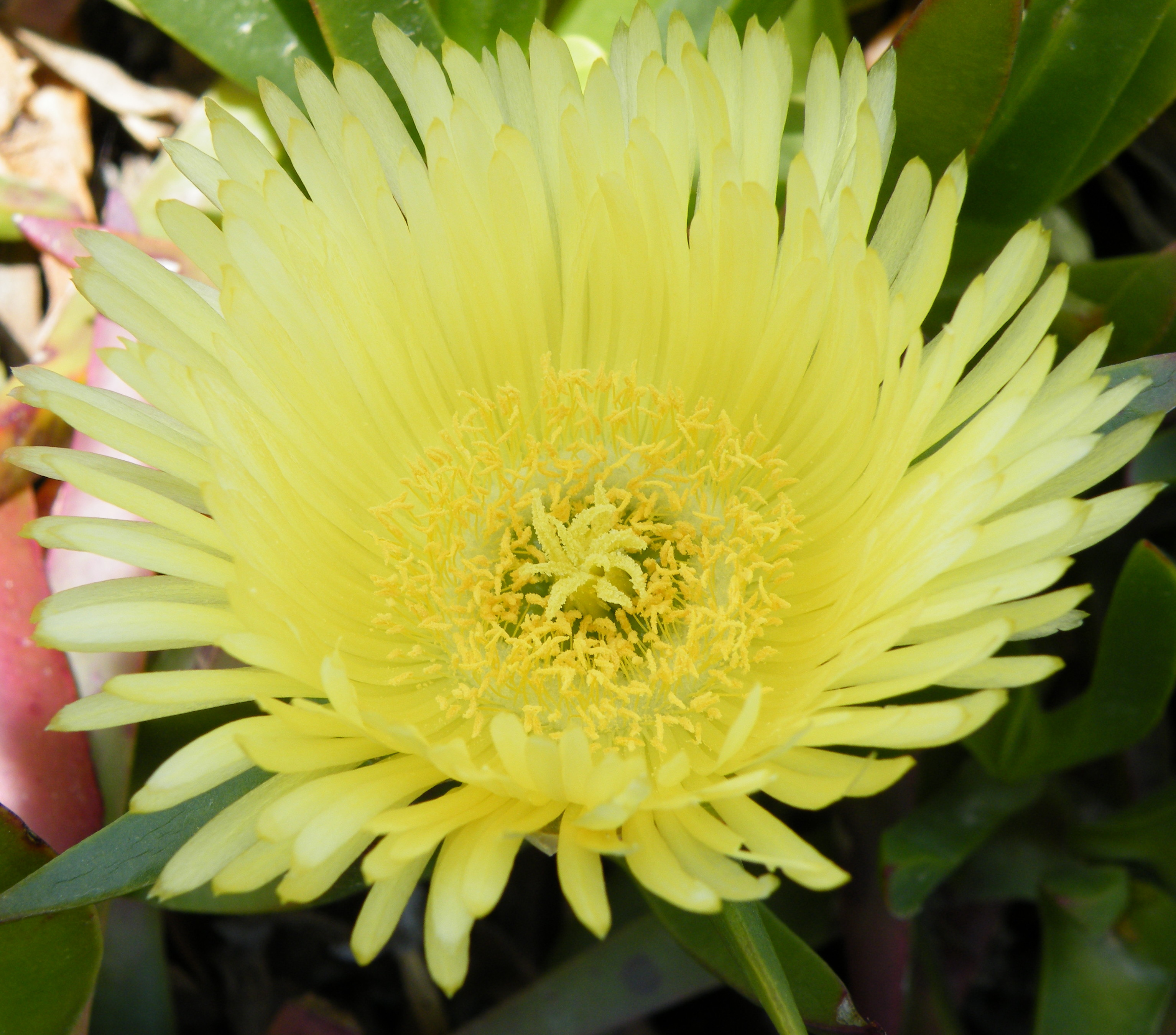
žlutá forma květu
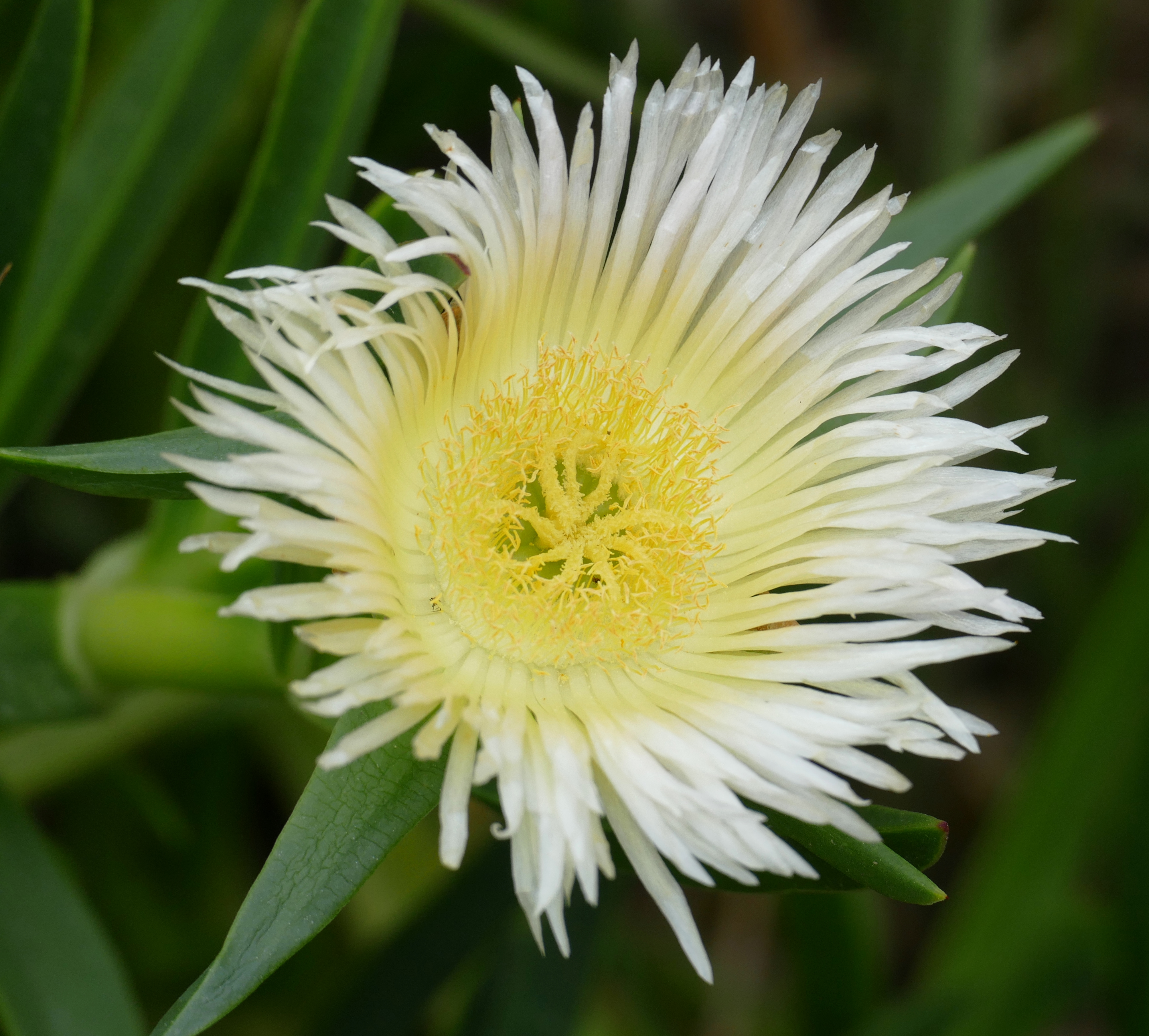
bílá forma květu
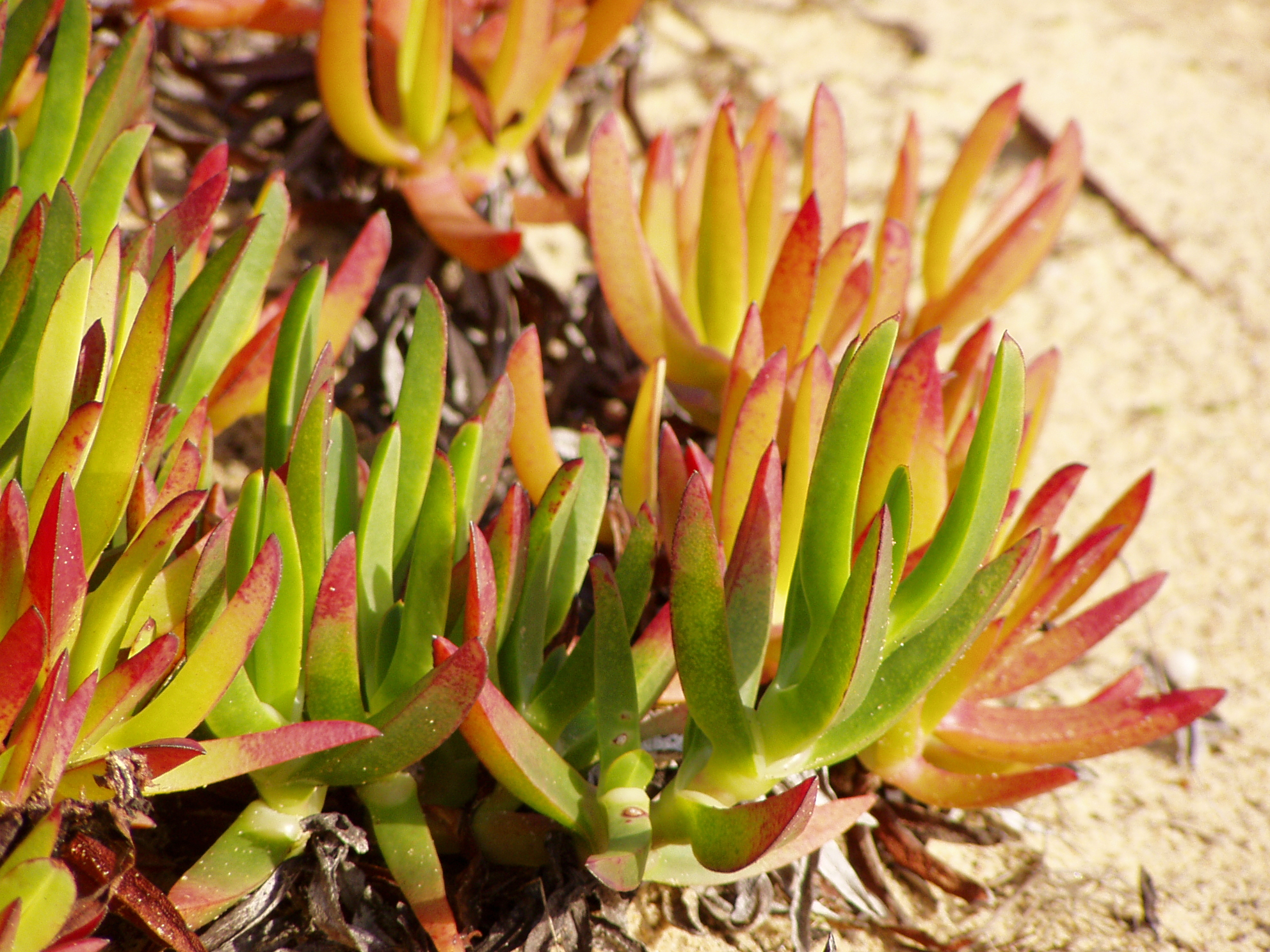
listy
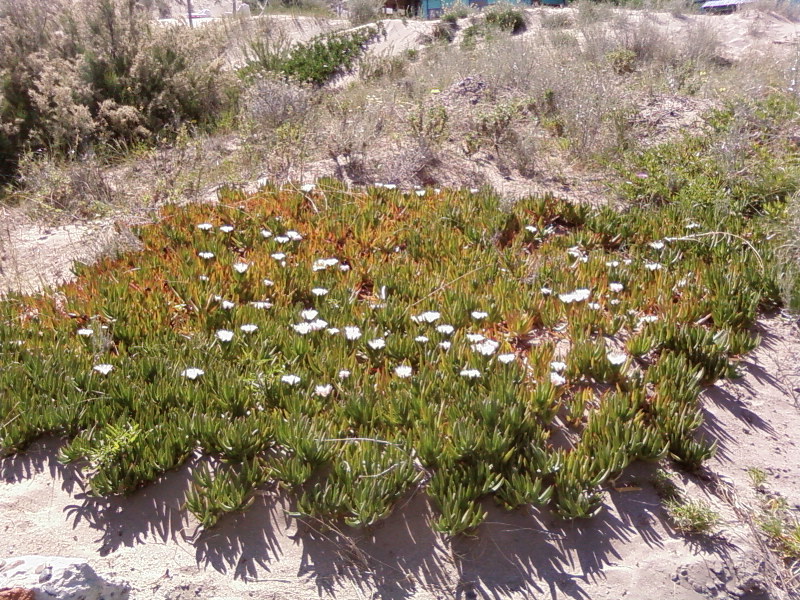
přirozený porost kosmatcovníku jedlého
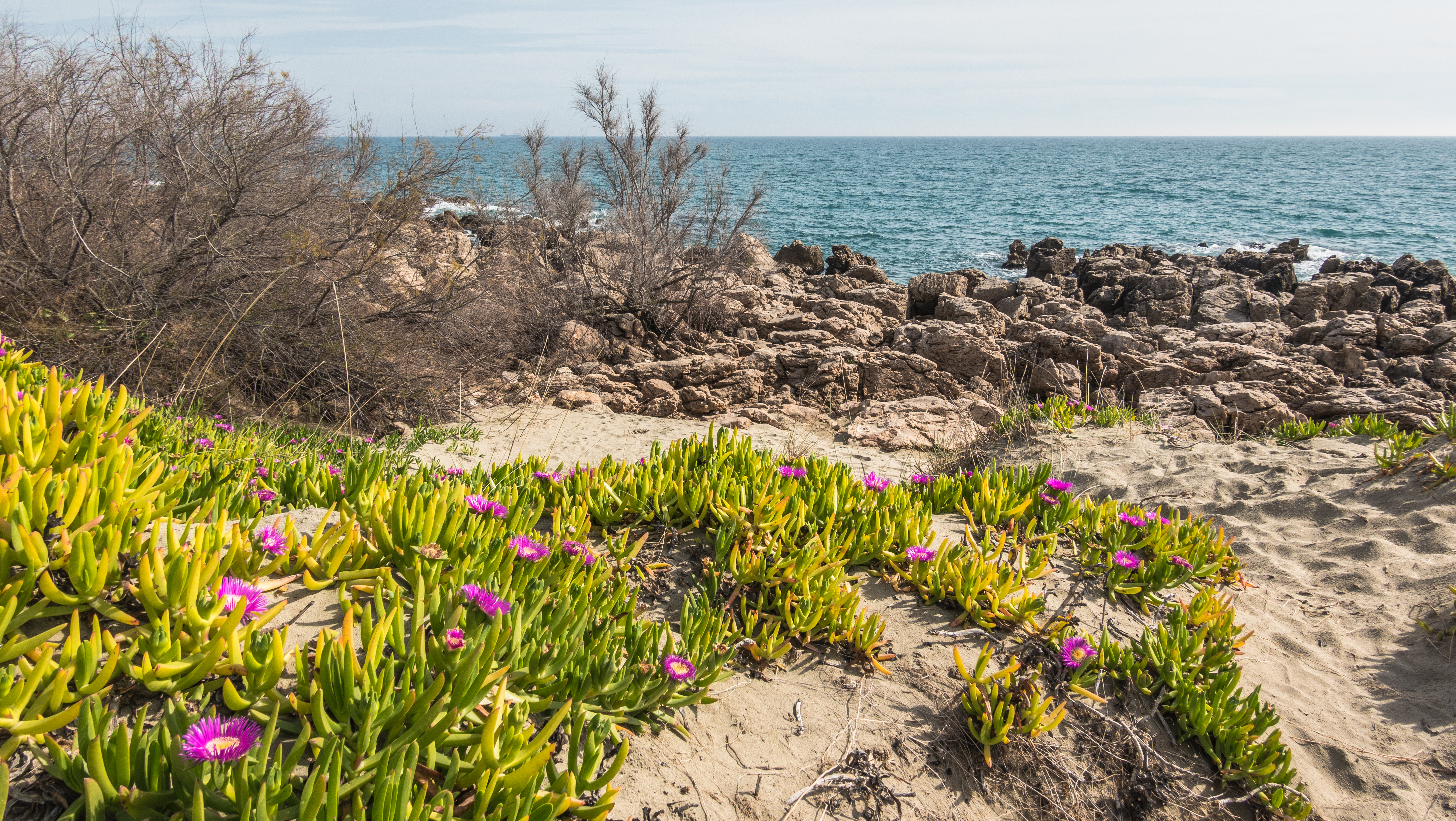
porost kosmatcovníku jedlého na pobřeží
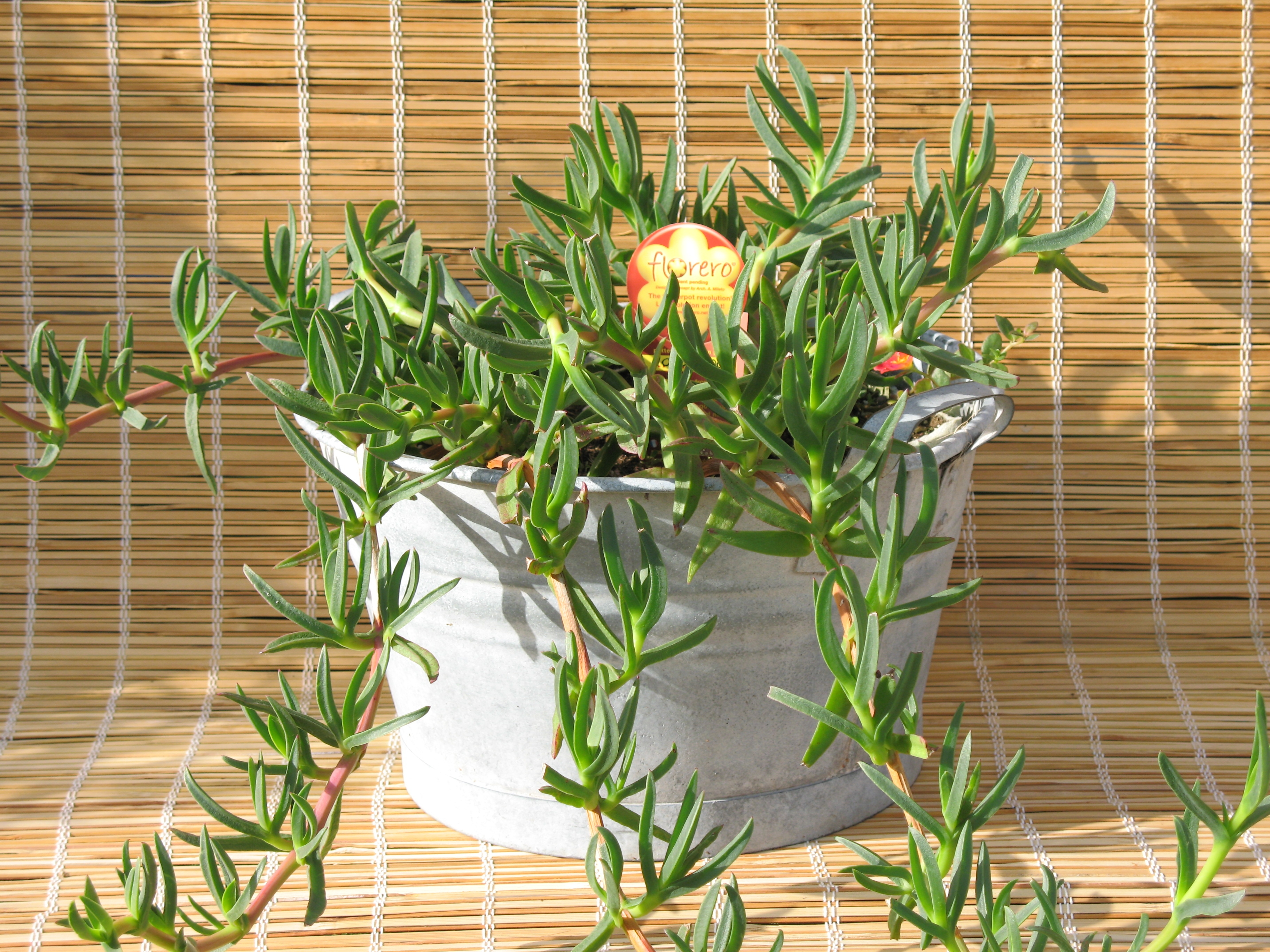
kosmatcovník jedlý v květináči
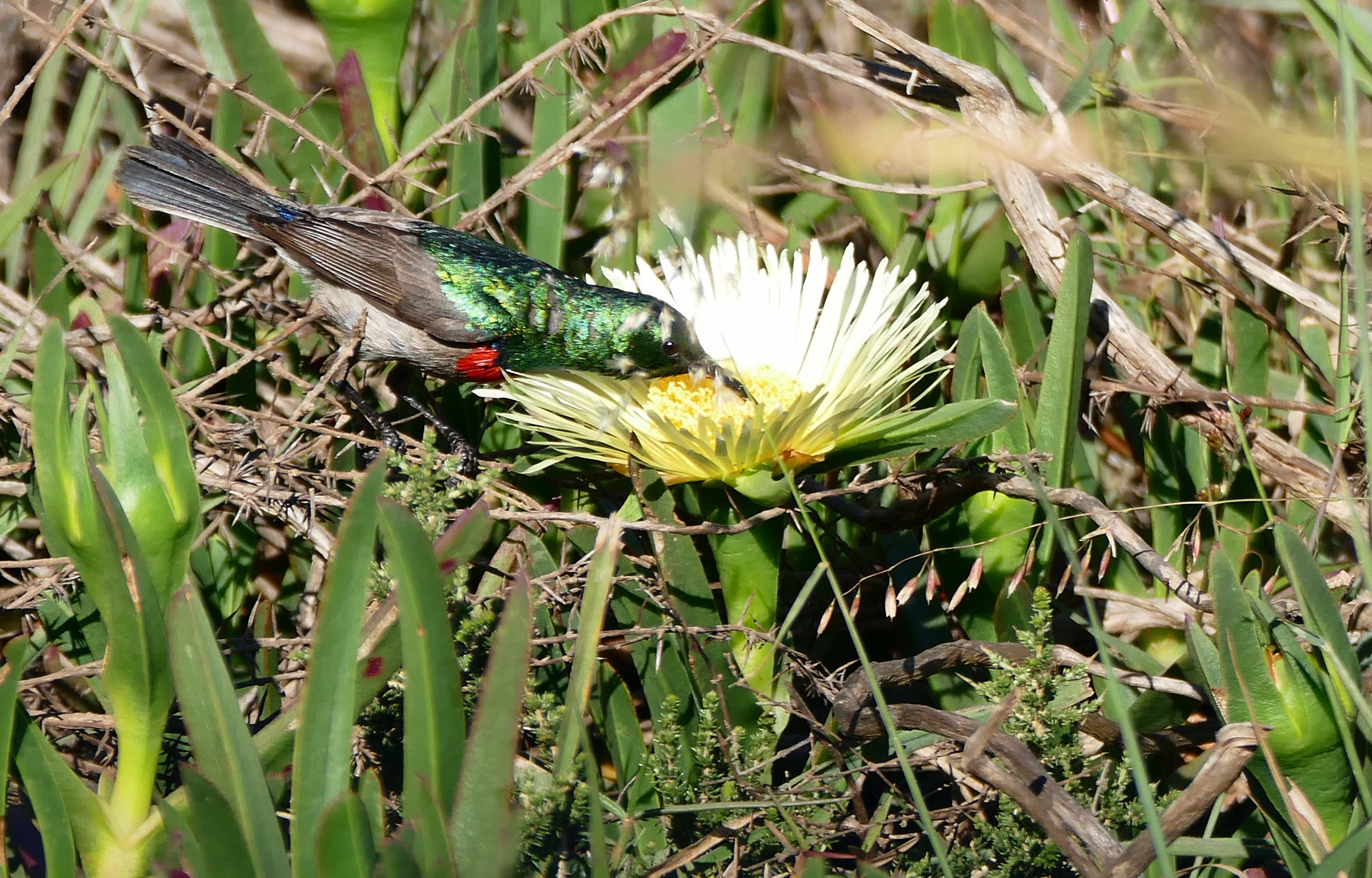
Strdimil dvoupruhý sající květový nektar kosmatcovníku jedlého

## Význam
Rostliny jako takové bývají často vysazovány v teplých oblastech jako prevence proti erozi písčitých půd, nebo jako jejich povrchové zpevnění. Kobercovité porosty kosmatcovníku jedlého jsou během kvetení velmi dekorativní, navíc jsou do značné míry odolné proti ohni, čehož je využíváno jako přírodní, protipožární bariéry.
Ve své domovině byl kosmatcovník jedlý odpradávna považován za všestranně využitelnou rostlinu, a to jak plodovou, tak léčivou.[zdroj⁠?!]
V listech je obsaženo množství tříslovin (v suchých listech 19,4 %, v suchých lodyhách 14,2 %). V léčitelství jsou listy doporučovány při různých kožních či zažívacích problémech, bolestech a infekcích.
Zralé plody mají svěží, sladko-slano-kyselou chuť a příjemnou vůni, hodí se na sušení, nakládání, přípravu džemů, omáček, kompotů, chutney, sirupů, apod. Požití většího množství ovoce má projímavé účinky.